# Ocotea sassafras
Ocotea sassafras är en lagerväxtart som först beskrevs av Carl Daniel Friedrich Meisner, och fick sitt nu gällande namn av Carl Christian Mez. Ocotea sassafras ingår i släktet Ocotea och familjen lagerväxter. Inga underarter finns listade i Catalogue of Life.